# Bettina Petzold-Mähr

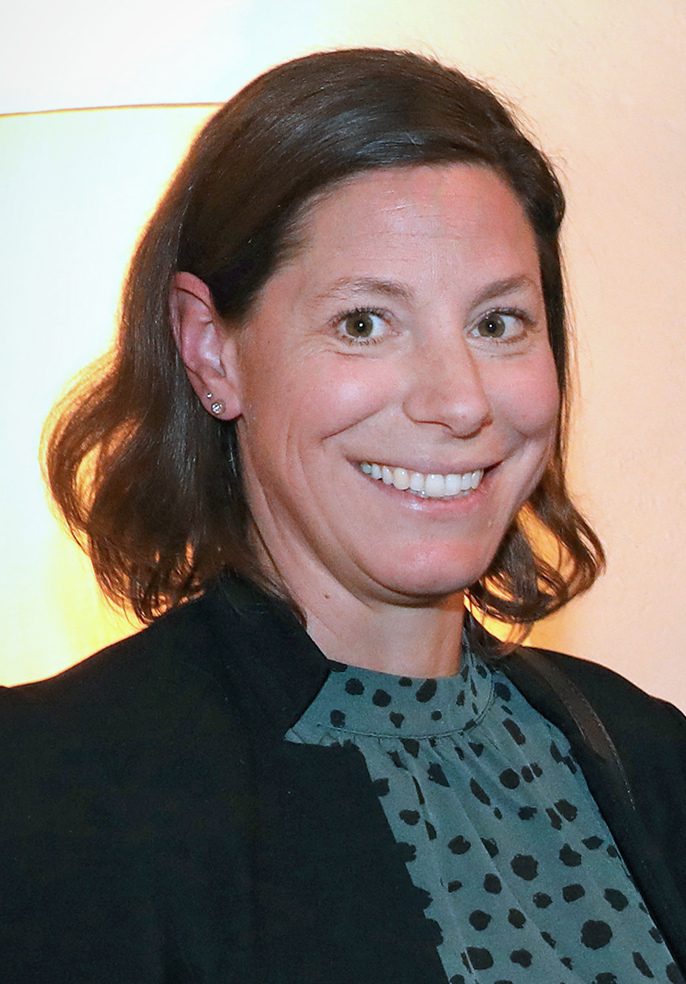
Petzold-Mähr (2023)

Bettina Petzold-Mähr (* 1982 als Bettina Mähr) ist eine liechtensteinische Politikerin (FBP). Seit 2021 ist sie Abgeordnete im liechtensteinischen Landtag.

## Biografie
Bettina Petzold-Mähr wuchs in Planken auf. Sie absolvierte eine Ausbildung zur Kaufmännischen Angestellten mit Berufsmaturität. Danach arbeitete sie fast 12 Jahre in der Finanzmarktaufsicht Liechtensteins. Seit 2020 ist sie in der Rechtsabteilung der Liechtensteinischen Landesbank tätig.
2019 wurde sie in den Gemeinderat von Planken gewählt und gehörte diesem bis 2023 an. In dieser Zeit bekleidete sie das Amt der Vizevorsteherin. Bei der Landtagswahl in Liechtenstein 2021 wurde sie für die Fortschrittliche Bürgerpartei in den Landtag des Fürstentums Liechtenstein gewählt. 2023 kandidierte sie für das Amt des Gemeindevorstehers von Planken, unterlag jedoch dem Amtsinhaber Rainer Beck mit 41,8 % zu 58,2 % der abgegebenen Stimmen. Bei der nächsten Landtagswahl 2025 konnte sie ihr Abgeordnetenmandat verteidigen.
Petzold-Mähr gehörte rund 10 Jahre der Volleyball-Nationalmannschaft an. Sie ist verheiratet und Mutter von zwei Töchtern.